# Центр организации микротрубочек
Центр организации микротрубочек (ЦОМТ, англ. microtubule-organising centre, MTOC) — структура эукариотической клетки, на которой собираются микротрубочки. ЦОМТ имеет две основные функции — сборка жгутиков и ресничек, а также образование нитей веретена деления в ходе митоза и мейоза.
Участок сборки микротрубочек может быть визуализован в клетке при помощи иммуногистохимии по наличию γ-тубулина. У животных классифицируют два основных типа ЦОМТ — на основе базальных телец ресничек и центриолей, принимающая участие в образовании веретена деления.

## У животных

### Центриоль
В большинстве клеток животных в течение интерфазы присутствует одна центросома, обычно располагающаяся возле ядра. В ней до S-периода содержится одна центриоль. В ходе S-периода достраивается вторая центриоль. Микротрубочки заякорены своими (-)-концами на центросоме, что предотвращает их полный распад. Обычно отходящие от центросомы микротрубочки характеризуются динамической нестабильностью: они медленно растут, а затем быстро распадаются почти целиком начиная с (+)-конца. Полярность микротрубочек важна для везикулярного транспорта: как правило, кинезины перемещают мембранные пузырьки с грузом к периферии клетки, двигаясь к (+)-концам, а динеины — в противоположном направлении.

### Базальное тельце
В эпителиальных клетках животных, клетках сетчатки глаза и других нервных клетках — рецепторах, а также в клетках многих протистов ЦОМТы, содержащие центриоли, служат базальными тельцами ресничек и жгутиков.
У клеток зародышей животных и у большинства клеток самых разных тканей взрослого организма есть первичная ресничка, также обладающая базальным тельцем. Она играет важную роль в межклеточной сигнализации, миграции клеток и других процессах.
На базальных тельцах, как и на других ЦОМТах, происходит нуклеация микротрубочек, а заякоривание (-)-концов обеспечивает их стабилизацию. Базальные тельца обеспечивают рост ресничек и жгутиков, а также (вместе с корневыми структурами) закрепляют их на поверхности клетки.

## ЦОМТы протистов и грибов
У многих протистов в состав ЦОМТов входят центриоли. Однако нередко, особенно при закрытых митозах, ЦОМТы не содержат центриолей. Такие ЦОМТы часто называют «полярными тельцами». Иногда они формируются в цитоплазме и встраиваются в ядерную мембрану, иногда формируются внутри ядра. Внутриядерные ЦОМТы никогда не содержат центриолей. Центриоли также отсутствуют в ЦОМТах грибов, у которых отсутствуют и реснички.

## У растений
Высшие растения не имеют центриолей. Сайты нуклеации микротрубочек, содержащие γ-тубулин, на разных стадиях клеточного цикла могут быть диффузно распределены в цитоплазме или заякорены на различных внутренних мембранах клетки: на эндоплазматической сети и на ядерной мембране. Кроме того, в телофазе ЦОМТ сосредотачиваются в районе фрагмопласта. У печёночного мха Dumortiera hirsuta в клетках перед началом мейоза диффузные ЦОМТ сосредотачиваются на поверхности единственной пластиды, а после окончания деления пластиды перемещаются в цитоплазму, где формируют веретено деления; затем, в телофазе I, ЦОМТ располагаются на поверхности ядер и в районе фрагмопласта.